# Bulo del Apolo 20
El bulo del Apollo 20 es un fraude contado en una serie de vídeos de YouTube sobre cómo una misión lunar secreta habría descubierto evidencias de una civilización extraterrestre desaparecida en la cara oculta de la luna.

## Historia
En abril de 2007, una cuenta de YouTube conocida como "retiredafb" comenzó a subir vídeos contando la historia del Apolo 20, una misión lunar encubierta, organizada en un esfuerzo conjunto entre los Estados Unidos de América y la Unión de Repúblicas Socialistas Soviéticas, que habría probado definitivamente la existencia de una civilización alienígena. El 23 de mayo, el ufólogo italiano Luca Scantanburlo entrevistaba, por medio de Yahoo! Messenger, a un hombre que se hacía llamar William Rutledge y afirmaba ser un astronauta americano viviendo ahora en Ruanda. Rutledge decía ser también el dueño de la cuenta "retiredafb". Scantaburlo nunca llegó a interactuar con Rutledge en persona.
Durante la entrevista, Rutledge afirmó que el Apolo 20 había sido una misión del máximo nivel de secretismo lanzada en agosto de 1976 desde la Vandenberg Air Force Base en Santa Bárbara (California), conducida tanto por los Estados Unidos como por la URSS. La misión era tripulada por él mismo, la estadounidense Leona Snyder (una persona presumiblemente ficticia) y el célebre cosmonauta soviético Aleksei Leonov, el primer humano en realizar un paseo espacial. Su objetivo era el cráter Guyot, cerca del cráter Delporte en la cara oculta del satélite. Allí, según Rutledge, la misión habría descubierto los restos de una antigua civilización; la misión habría recuperado artefactos y un humanoide femenino hallado en estado de hibernación.
Los primeros vídeos fueron subidos en April Fools' Day, intuyéndose que podría tratarse de una elaborada broma. A pesar del aspecto realista de los vídeos, se ha demostrado que no son otra cosa que un fraude.

## Vídeos

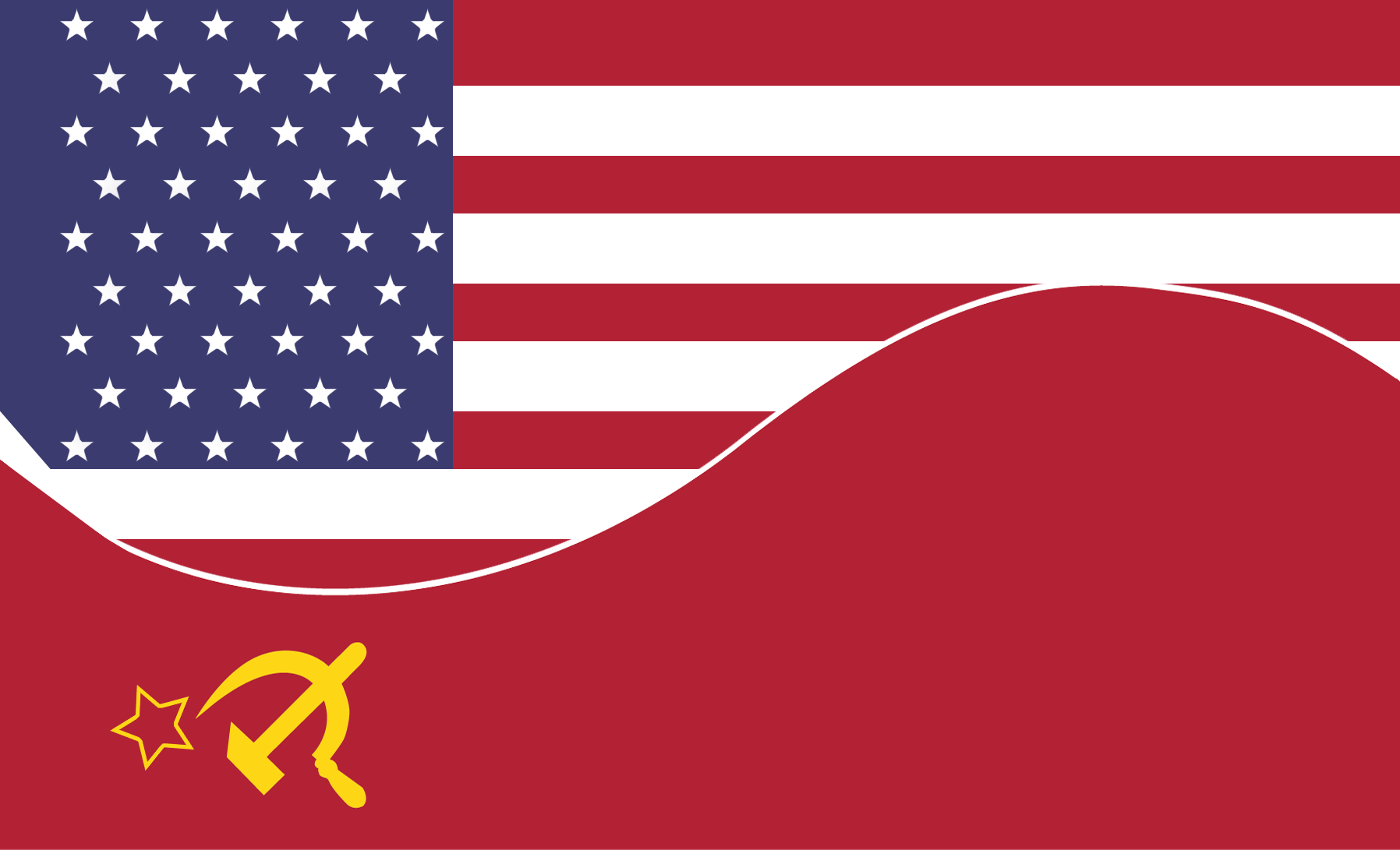
Reconstrucción de la bandera conjunta estadounidense y soviética que se aprecia en los vídeos.

Los vídeos aparecieron en YouTube y en un sitio web ya difunto llamado Revver.com, también por una cuenta llamada "retiredafb". Las filmaciones, que continúan atrayendo miles de visitas, serían descargadas y resubidas por otros usuarios.
Se trata de varios vídeos cortos, cada uno de unos pocos minutos, que cuentan secuencialmente una historia de la supuesta misión. Comienzan con los astronautas subiendo al Apolo 20 y terminan con los extraordinarios hallazgos en la luna. Esto incluye varias imágenes:
- Planes de vuelo y parches de la misión Apolo 20.
- El despegue de la misión.
- William Rutledge llevando a cabo un paseo lunar.
- Las ruinas de una nave extraterrestre.
- Más ruinas, esta vez de una ciudad extraterrestre.
- El cuerpo en animación suspendida de un ser alienígena de apariencia femenina, apodado "Mona Lisa" por otros usuarios de YouTube.

## Autoría
La articulista del International Business Times Mary-Ann Russon ha especulado con que el artista y videógrafo francés Thierry Speth es el autor del montaje. De acuerdo con ella, esto habría sido confirmado por el propio Speth. Sin embargo, el sitio web con la confesión de Speth, Need2know.eu, ya no existe, del mismo modo que el sitio web personal de Speth. Otros vídeos sobre el Apolo 20 han aparecido también desde otras cuentas de YouTube, sugiriendo que Speth, si se trata realmente de él, ha continuado con la broma.

## La verdad tras el fraude

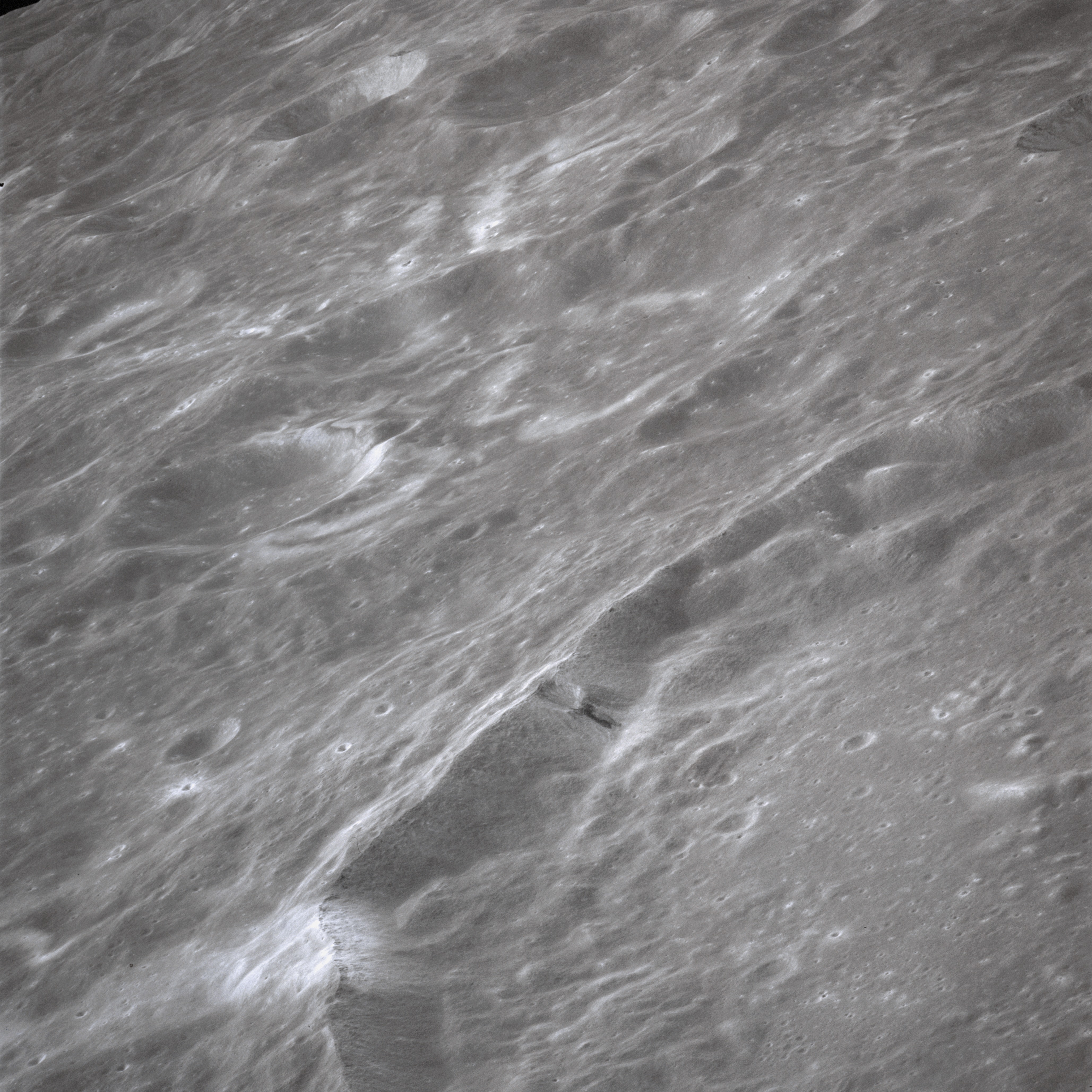
Fotografía tomada desde órbita lunar por el Apolo 16 en abril de 1972. En ella se aprecia el cráter Guyot, donde teóricos de la conspiración creen que se hallan evidencias de una nave espacial no humana.

Como en muchos otros casos de fraudes, esta historia es una mezcla de hechos y ficción. El punto de partida podrían considerarse las fotografías tomadas por la misión Apolo 15 en 1971, las cuales muestran lo que parece ser un objeto oblongo descansando sobre un cráter lunar. El autor del fraude aparentemente aprovechó estas fotos reales para crear la imagen de una nave espacial en mal estado. La NASA jamás ha respaldado esta visión, sosteniendo en su lugar que la forma que se aprecia no es más que una pareidolia causada por el terreno lunar. De hecho, la misión Apolo 16 volvió a tomar fotografías del mismo sector, y en ellas se ve que la forma es, en efecto, una ilusión causada por la forma del terreno.
La misión Apolo 20, junto con las Apolo 18 y 19, fue una de las tres misiones lunares que la NASA canceló por falta de fondos. La Apolo 17 fue la última misión lunar ejecutada, y la siguiente sería la Apollo-Soyuz Test Project, realizada por los Estados Unidos y la Unión Soviética en 1975. Los cohetes Saturno V de estas misiones canceladas fueron construidos, pero no fueron utilizadas para misiones lunares: uno se usó para lanzar la estación espacial Skylab en 1973, y las etapas del resto están expuestas en el John F. Kennedy Space Center de Cabo Cañaveral, Florida, el Johnson Space Center en Houston, Texas y el United States Space & Rocket Center en Huntsville, Alabama.

## Parches de la misión
En los parches de la misión se listan los nombres de los tripulantes como "Rutledge - Snyder - Leonov" (William Rutledge - Leona Marietta Snyder - Alexei Leonov), con una cita en latín de las Bucólicas de Virgilio (IX, 50), carpent tua poma nepotes ("tus nietos recogerán tus manzanas"). Este parche no trata de recrear el de la auténtica misión cancelada del Apolo 20 de la NASA, en el que los nombres eran "Roosa - Lind - Lousma" (Stuart Roosa - Don Leslie Lind - Jack R. Lousma). La misión original pretendía aterrizar en el cráter Tico para encontrarse con una sonda no tripulada.

## En la cultura popular
El bulo del Apolo 20 fue discutido en Aliens on the Moon: The Truth Exposed, documental dirigido por Robert Kiviat y emitido el 20 de julio de 2014 en SyFy.